# Dánsko na Letních olympijských hrách 2020
Dánsko na Letních olympijských hrách 2020 reprezentovalo 108 sportovců ve 16 sportech. Dánští sportovci se zúčastnili každých letních olympijských her s výjimkou letních olympijských her 1904, konaných v St. Louis.
Dánský olympijský výbor reprezentoval kromě Dánska i Grónsko a Faerské ostrovy, které nemají svůj vlastní olympijský výbor. Faerský házenkář Jóhan Hansen se stal historicky prvním olympijským medailistou z Faerských ostrovů díky stříbru, které získal s dánským házenkářským týmem.

## Medailisté
| Medaile | Jméno | Sport              | Disciplína                   | Datum        |
| ------- | --- | ------------------ | ---------------------------- | ------------ |
| Zlato   | Anne-Marie Rindomová | Jachting           | Ženy laser radial            | 1. srpna     |
| Zlato   | Viktor Axelsen | Badminton          | Muži dvouhra                 | 2. srpna     |
| Zlato   | Lasse Norman Hansen Michael Mørkøv | Dráhová cyklistika | Muži madison                 | 7. srpna     |
| Stříbro | Jesper Hansen | Sportovní střelba  | Muži skeet                   | 26. července |
| Stříbro | Lasse Norman Hansen Niklas Larsen Frederik Rodenberg Rasmus Pedersen | Dráhová cyklistika | Muži týmová stíhačka         | 4. srpna     |
| Stříbro | Amalie Dideriksenová Julie Lethová | Dráhová cyklistika | Ženy madison                 | 6. srpna     |
| Stříbro | Dánská mužská házenkářská reprezentace - Niklas Landin Jacobsen - Magnus Landin Jacobsen - Emil Jakobsen - Magnus Saugstrup - Lasse Svan Hansen - Kevin Møller - Henrik Møllgaard - Mads Mensah Larsen - Henrik Toft Hansen - Mikkel Hansen - Morten Olsen - Jóhan Hansen - Lasse Andersson - Jacob Holm - Mathias Gidsel | Házená             | Turnaj mužů                  | 7. srpna     |
| Bronz   | Joachim Sutton Frederik Vystavel | Veslování          | Muži dvojka bez kormidelníka | 29. července |
| Bronz   | Pernille Blumová | Plavání            | Ženy 50 m volný způsob       | 1. srpna     |
| Bronz   | Emma Aastrand Jørgensenová | Kanoistika         | Ženy K1 200 m                | 3. srpna     |
| Bronz   | Emma Aastrand Jørgensenová | Kanoistika         | Ženy K1 500 m                | 5. srpna     |

## Účastníci
Počet účastníků v jednotlivých disciplínách
| Sport             | Muži | Ženy | Celkem |
| ----------------- | ---- | ---- | ------ |
| Lukostřelba       | 0    | 1    | 1      |
| Atletika          | 9    | 8    | 17     |
| Badminton         | 5    | 4    | 9      |
| Kanoistika        | 0    | 4    | 4      |
| Cyklistika        | 11   | 7    | 18     |
| Jezdectví         | 2    | 3    | 5      |
| Golf              | 2    | 2    | 4      |
| Házená            | 14   | 0    | 14     |
| Judo              | 0    | 1    | 1      |
| Veslování         | 3    | 6    | 9      |
| Jachting          | 3    | 5    | 8      |
| Sportovní střelba | 2    | 2    | 4      |
| Skateboarding     | 1    | 0    | 1      |
| Plavání           | 3    | 8    | 11     |
| Stolní tenis      | 1    | 0    | 1      |
| Zápas             | 1    | 0    | 1      |
| Celkem            | 57   | 51   | 108    |